# A7 - Auto-estrada do Gerês
L'Autoestrada A7 (autopista A7) o Autoestrada do Gerês és una autopista portuguesa, que connecta Póvoa de Varzim amb Vila Pouca de Aguiar, connectant les subregions Área Metropolitana do Porto, Ave i Alto Tâmega, pertanyents a la Regió Nord, amb una longitud total de 103,9 km.
El tram Póvoa de Varzim-Guimarães d'aquesta autopista és paral·lel al tram Esposende-Guimarães de l'A11. Les dues autopistes s'uneixen prop de Guimarães i segueixen una ruta comuna durant els següents 6 km.
Originalment es pensava que l'A7 era només un ramal que connectava Guimarães amb l'A3 (a Vila Nova de Famalicão). Amb aquest objectiu, l'any 1991 es va afegir la construcció de l'A7 a la concessió de Brisa. El primer tram (entre Famalicão i Serzedelo) es va obrir el 1994 i l'autopista va arribar a Guimarães el 1996, amb una longitud d'uns 20 km. El govern portuguès finalment va decidir estendre l'autopista, tant cap a l'oest (fins a Póvoa de Varzim) com cap a l'est (fins a l'aleshores futura IP3, que connectaria amb Chaves). L'A7 va ser totalment concedida a Aenor (ara Ascendi) el 1999 (durant 30 anys), en el marc de la concessió Norte, concessió que també inclou l'A11. L'extensió de l'A7 es va completar el 2005, deixant l'autopista amb una longitud de 104 km.
L'A7 és una part integral de l'IC5 i l'E805.